# Peña Bolística Solvay
La Peña Bolística Solvay es un equipo fundado en 1911 por la empresa química Solvay que se encuentra en la localidad de Barreda (Torrelavega, Cantabria). En la actualidad solo cuenta con cuadrilla femenina.

## Historia
En 1911, al poco de instalarse en la localidad, la empresa química Solvay construyó una bolera dentro de la zona social y cultural de la fábrica, al lado del Casino que le da nombre.
A raíz de la creación de la liga (Torneo Diputación) a finales de los años 50, la peña de Solvay (masculina) se inscribe en ese primer torneo, logrando el subcampeonato (su mejor clasificación en las 14 temporadas que disputó el campeonato). Tras esa primera liga la peña se clasificó las siguientes temporadas entre los puestos 3º y 6º. En la que sería su última temporada (1971) se clasificó en 9.ª posición, debiendo disputar la promoción de permanencia frente a la peña de La Cavada. Sin embargo, una vez solventada la promoción en su favor, la empresa decidió no seguir en competición.
En 1980 trabajadores de la fábrica deciden recuperar el deporte de los bolos creando una nueva peña (la Peña Bolística Marcel Pirón), que desaparece unos años más tarde.
Ya en 2009 se crea de nuevo la Peña Bolística Solvay, aunque en esta ocasión solo compite en categoría femenina.

## Palmarés
- Subcampeón de liga Torneo Diputación (1): 1958